# British Touring Car Championship 2011
Dunlop MSA British Touring Car Championship 2011 är den 54:e säsongen av det brittiska standardvagnsmästerskapet, British Touring Car Championship. Mästerskapet är öppet för Super 2000-, Next Generation Touring Car- och BTC Touring-bilar.

## Tävlingskalender
| Datum        | Bana                                  | Pole Position  | Snabbaste varv | Segrare (förare) | Segrare (team)                      | Segrare (privat) |
| ------------ | ------------------------------------- | -------------- | -------------- | ---------------- | ----------------------------------- | ---------------- |
| 3 april      | Brands Hatch (Indy)                   | Matt Neal      | James Nash     | Jason Plato      | Silverline Chevrolet                | James Nash       |
| 3 april      | Brands Hatch (Indy)                   |                | Matt Neal      | Jason Plato      | Silverline Chevrolet                | Mat Jackson      |
| 3 april      | Brands Hatch (Indy)                   |                | Matt Neal      | Matt Neal        | Honda Racing Team                   | Mat Jackson      |
| 17 april     | Donington Park (National)             | Matt Neal      | Matt Neal      | Matt Neal        | Honda Racing Team                   | Andrew Jordan    |
| 17 april     | Donington Park (National)             |                | Tom Boardman   | Andrew Jordan    | Pirtek Racing                       | Andrew Jordan    |
| 17 april     | Donington Park (National)             |                | Mat Jackson    | Mat Jackson      | Airwaves Racing                     | Mat Jackson      |
| 1 maj        | Thruxton Circuit                      | Gordon Shedden | Mat Jackson    | Gordon Shedden   | Honda Racing Team                   | Andrew Jordan    |
| 1 maj        | Thruxton Circuit                      |                | Alex MacDowall | Matt Neal        | Honda Racing Team                   | Andrew Jordan    |
| 1 maj        | Thruxton Circuit                      |                | Jason Plato    | Jason Plato      | Silverline Chevrolet                | Mat Jackson      |
| 5 juni       | Oulton Park (Island)                  | Gordon Shedden | Mat Jackson    | Gordon Shedden   | Honda Racing Team                   | James Nash       |
| 5 juni       | Oulton Park (Island)                  |                | Gordon Shedden | Jason Plato      | Silverline Chevrolet                | James Nash       |
| 5 juni       | Oulton Park (Island)                  |                | Matt Neal      | Mat Jackson      | Airwaves Racing                     | Mat Jackson      |
| 19 juni      | Croft Circuit                         | Jason Plato    | Mat Jackson    | Matt Neal        | Honda Racing Team                   | Mat Jackson      |
| 19 juni      | Croft Circuit                         |                | Matt Neal      | Matt Neal        | Honda Racing Team                   | Rob Collard      |
| 19 juni      | Croft Circuit                         |                | Rob Collard    | Mat Jackson      | Airwaves Racing                     | Mat Jackson      |
| 7 augusti    | Snetterton Motor Racing Circuit (300) | Jason Plato    | Jason Plato    | Jason Plato      | Silverline Chevrolet                | Frank Wrathall   |
| 7 augusti    | Snetterton Motor Racing Circuit (300) |                | Rob Austin     | Gordon Shedden   | Honda Racing Team                   | James Nash       |
| 7 augusti    | Snetterton Motor Racing Circuit (300) |                | Mat Jackson    | Mat Jackson      | Airwaves Racing                     | Mat Jackson      |
| 4 september  | Knockhill Racing Circuit              | Tom Chilton    | Tom Chilton    | Tom Chilton      | Team Aon                            | Tom Chilton      |
| 4 september  | Knockhill Racing Circuit              |                | Mat Jackson    | Gordon Shedden   | Honda Racing Team                   | Frank Wrathall   |
| 4 september  | Knockhill Racing Circuit              |                | Frank Wrathall | Tom Boardman     | Special Tuning Racing               | Tom Boardman     |
| 18 september | Rockingham Motor Speedway             | Jason Plato    | Frank Wrathall | Jason Plato      | Silverline Chevrolet                | Paul O'Neill     |
| 18 september | Rockingham Motor Speedway             |                | Gordon Shedden | Gordon Shedden   | Honda Racing Team                   | Frank Wrathall   |
| 18 september | Rockingham Motor Speedway             |                | Jason Plato    | James Nash       | 888 Racing with Collins Contractors | James Nash       |
| 2 oktober    | Brands Hatch (GP)                     | Jason Plato    | Jason Plato    | Jason Plato      | Silverline Chevrolet                | Mat Jackson      |
| 2 oktober    | Brands Hatch (GP)                     |                | Jason Plato    | Jason Plato      | Silverline Chevrolet                | Mat Jackson      |
| 2 oktober    | Brands Hatch (GP)                     |                | Matt Neal      | Matt Neal        | Honda Racing Team                   | James Nash       |
| 16 oktober   | Silverstone Circuit (National)        | Matt Neal      |                |                  |                                     |                  |
| 16 oktober   | Silverstone Circuit (National)        |                |                |                  |                                     |                  |
| 16 oktober   | Silverstone Circuit (National)        |                |                |                  |                                     |                  |

## Team och förare
| Bilmodell            | Team                                       | Nr | Förare          | Specifikation | Specifikation | Klass | Tävlings- helger |
| Bilmodell            | Team                                       | Nr | Förare          | Bil           | Motor         | Klass | Tävlings- helger |
| -------------------- | ------------------------------------------ | -- | --------------- | ------------- | ------------- | ----- | ---------------- |
| Chevrolet Cruze LT   | Silverline Chevrolet                       | 1  | Jason Plato     | S2000         | S2000         | M     | 1 -              |
| Chevrolet Cruze LT   | Silverline Chevrolet                       | 20 | Alex MacDowall  | S2000         | S2000         | M     | 1 -              |
| Honda Civic          | Honda Racing Team                          | 2  | Matt Neal       | S2000         | NGTC          | M     | 1 -              |
| Honda Civic          | Honda Racing Team                          | 52 | Gordon Shedden  | S2000         | NGTC          | M     | 1 -              |
| Ford Focus           | Team Aon                                   | 4  | Tom Onslow-Cole | S2000         | NGTC          | M IT  | 5 -              |
| Ford Focus           | Team Aon                                   | 5  | Tom Chilton     | S2000         | NGTC          | M IT  | 1 -              |
| Ford Focus           | Team Aon                                   | 44 | Andy Neate      | S2000         | NGTC          | M IT  | 1 -              |
| Ford Focus ST        | Airwaves Racing                            | 6  | Michael Caine   | S2000         | NGTC          | IT    | 8 -              |
| Ford Focus ST        | Airwaves Racing                            | 7  | Mat Jackson     | S2000         | NGTC          | IT    | 1 -              |
| Ford Focus ST        | Airwaves Racing                            | 66 | Liam Griffin    | S2000         | NGTC          | IT    | 1 -              |
| Ford Focus ST        | Airwaves Racing                            | ?  | James Thompson  | S2000         | NGTC          | IT    | ?                |
| BMW 320si            | WSR                                        | 8  | Rob Collard     | S2000         | S2000         | IT    | 1 -              |
| BMW 320si            | WSR                                        | 18 | Nick Foster     | S2000         | S2000         | IT    | 1 -              |
| Toyota Avensis       | Dynojet                                    | 11 | Frank Wrathall  | NGTC          | NGTC          | IT    | 1 -              |
| Audi A4              | Rob Austin Racing                          | 12 | David Pinkney   | NGTC          | NGTC          | IT    | 1                |
| Audi A4              | Rob Austin Racing                          | 13 | Rob Austin      | NGTC          | NGTC          | IT    | 2 -              |
| Audi A4              | Rob Austin Racing                          | 31 | Chris Swanwick  | NGTC          | NGTC          | IT    | 9 -              |
| Vauxhall Vectra      | 888 Racing with Collins Contractors        | 14 | James Nash      | S2000         | NGTC          | IT    | 1 -              |
| Vauxhall Vectra      | 888 Racing with Collins Contractors        | 34 | Tony Gilham     | S2000         | NGTC          | IT    | 1 - 6            |
| Vauxhall Vectra      | 888 Racing with Collins Contractors        | 48 | Ollie Jackson   | S2000         | NGTC          | IT    | 9 -              |
| Vauxhall Vectra      | 888 Racing with Collins Contractors        | 88 | Árón Smith      | S2000         | NGTC          | IT    | 7                |
| BMW 320si            | Geoff Steel Racing with Collin Contractors | 34 | Tony Gilham     | S2000         | S2000         | IT    | 8 -              |
| BMW 320si            | Geoff Steel Racing                         | 17 | Dave Newsham    | S2000         | S2000         | IT    | 1 - 2            |
| SEAT León            | Special Tuning Racing                      | 17 | Dave Newsham    | S2000         | NGTC          | IT    | 4 -              |
| SEAT León            | Special Tuning Racing                      | 22 | Tom Boardman    | S2000         | NGTC          | IT    | 1 -              |
| Chevrolet Cruze LT   | GoMobileUK.com with tech-speed             | 28 | John George     | S2000         | S2000         | IT    | 1 -              |
| Chevrolet Cruze LT   | GoMobileUK.com with tech-speed             | 29 | Paul O'Neill    | S2000         | S2000         | IT    | 1 -              |
| Proton Gen-2         | Welch Automotive                           | 42 | Daniel Welch    | NGTC          | NGTC          | IT    | 6 -              |
| Honda Integra Type-R | Central Group Racing                       | 43 | Lea Wood        | BTC-T         | BTC-T         | IT    | 4 - 6, 8 -       |
| Toyota Avensis       | Speedworks Motorsport                      | 50 | Tony Hughes     | NGTC          | NGTC          | IT    | 1 - 2, 4, 6, 9 - |
| Vauxhall Vectra      | Pirtek Racing                              | 55 | Jeff Smith      | S2000         | NGTC          | IT    | 1 -              |
| Vauxhall Vectra      | Pirtek Racing                              | 77 | Andrew Jordan   | S2000         | NGTC          | IT    | 1 -              |
| Chevrolet Lacetti    | Team ES Racing                             | 78 | Chris James     | S2000         | S2000         | IT    | 1 -              |
| Volkswagen Golf      | AmD Milltek Racing.com                     | 99 | Tom Onslow-Cole | S2000         | NGTC          | IT    | 1 - 4            |
| Volkswagen Golf      | AmD Milltek Racing.com                     | 99 | Shaun Hollamby  | S2000         | NGTC          | IT    | 5                |
| Volkswagen Golf      | AmD Milltek Racing.com                     | 99 | Martin Byford   | S2000         | NGTC          | IT    | 6 -              |
| Volkswagen Golf      | AmD Milltek Racing.com                     | ?  | Jake Hill       | S2000         | NGTC          | IT    | ?                |
| Vauxhall Insignia    | Thorney Motorsport                         | ?  | John Thorne     | NGTC          | NGTC          | IT    | ?                |

| Klasser         | Klasser                     | Klasser                     |
| Ikon            | Klass                       | Betydelse                   |
| --------------- | --------------------------- | --------------------------- |
| C               | Constructors' Championship  | Konstruktörsmästerskapet    |
| IT              | Independents' Trophy        | Privatförarcupen            |
| Specifikationer |                             |                             |
| Ikon            | Specifikation               | Specifikation               |
| S2000           | Super 2000                  | Super 2000                  |
| NGTC            | Next Generation Touring Car | Next Generation Touring Car |
| BTC-T           | BTC Touring                 | BTC Touring                 |